# Stratégia programtervezési minta
A számítógép-programozásban a stratégia minta (vezérelv mintaként is ismert) egy szoftvertervezési minta, amely lehetővé teszi, hogy egy algoritmus viselkedését a futás során válasszuk meg. A stratégia minta meghatározza az algoritmusok egy családját, egységbe foglal minden algoritmust, és a családon belül cserélhetővé teszi ezeket az algoritmusokat.
A stratégia segítségével az algoritmus az őt használó kliensektől függetlenül változhat, miután az megtette a beállításokat. A stratégia minta az egyike a Design Patterns könyvben szereplő mintáknak, mely népszerűsítette a minták használatát a szoftvertervezés folyamatában.
Például egy osztály, mely bejövő adatokat érvényesít, stratégiai mintát használhat a validációs algoritmus kiválasztására a bejövő adat típusa, az adat forrása, felhasználói választás vagy más megkülönböztető tényező alapján. Ezek a tényezők nem minden esetben ismertek a futtatás előtt, és szükségessé válhat radikálisan eltérő érvényesítési módok használata. A validációs stratégiákat, melyeket külön egységbe zártunk a validáló objektumoktól, a rendszer más területéről származó validációs objektumok (vagy akár más rendszerek) is használhatják kódduplikáció nélkül.
A programozási nyelvekben alapvető követelmény, hogy képes legyen az adatstruktúrában található kódra mutató referenciák tárolására és elérésére. Ennek elérését olyan mechanizmusok segítik, mint a natív függvény pointerek, elsődleges típusú függvények, osztályok vagy osztály példányok az objektumorientált programozási nyelvekben, vagy mint a nyelv implementációs belső tárolójának elérése önelemzés (reflexió, reflection) segítségével.

## Felépítése

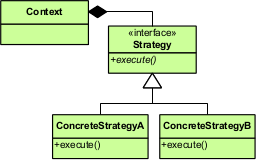
Stratégia tervezési minta UML ábrája

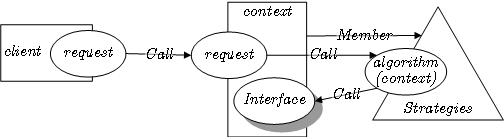
Stratégia tervezési minta LePUS3-ban
(legend)

## Példa

### C#
```
namespace
 
IVSR.Designpattern.Strategy
 
{

    
//A stratégiák interfésze

    
public
 
interface
 
ICalculateInterface
 
{

       
int
 
Calculate
(
int
 
value1
,
 
int
 
value2
);

    
}

    
//stratégiák

    
//Stratégia 1: Mínusz

    
class
 
Minus
 
:
 
ICalculateInterface
 
{

        
public
 
int
 
Calculate
(
int
 
value1
,
 
int
 
value2
)
 
{

            
return
 
value1
 
-
 
value2
;

        
}

    
}

    
//Stratégia 2: Plusz

    
class
 
Plus
 
:
 
ICalculateInterface
 
{

        
public
 
int
 
Calculate
(
int
 
value1
,
 
int
 
value2
)
 
{

            
return
 
value1
 
+
 
value2
;

        
}

    
}

    
//A kliens

    
class
 
CalculateClient
 
{

        
private
 
ICalculateInterface
 
calculateStrategy
;

        
//Konstruktor: az interfészhez rendeli a stratégiá

        
public
 
CalculateClient
(
ICalculateInterface
 
strategy
)
 
{

            
this
.
calculateStrategy
 
=
 
strategy
;

        
}

        
//Stratégia végrehajtása

        
public
 
int
 
Calculate
(
int
 
value1
,
 
int
 
value2
)
 
{

            
return
 
calculateStrategy
.
Calculate
(
value1
,
 
value2
);

        
}

    
}

    
//Inicializálás

    
protected
 
void
 
Page_Load
(
object
 
sender
,
 
EventArgs
 
e
)
 
{

        
CalculateClient
 
minusClient
 
=
 
new
 
CalculateClient
(
new
 
Minus
());

        
Response
.
Write
(
"<br />Minus: "
 
+
 
minusClient
.
Calculate
(
7
,
 
1
).
ToString
());

        
CalculateClient
 
plusClient
 
=
 
new
 
CalculateClient
(
new
 
Plus
());

        
Response
.
Write
(
"<br />Plus: "
 
+
 
plusClient
.
Calculate
(
7
,
 
1
).
ToString
());

    
}

}

```

### Java
A következő példa Java programozási nyelvben íródott.
```
package
 
javaapplication8
;

import
 
java.util.ArrayList
;

import
 
java.util.List
;

 
// Minta a Stratégia tervezési mintára

public
 
class
 
JavaApplication8
 
{

    
public
 
static
 
void
 
main
(
String
[]
 
args
){

        
Customer
 
a
 
=
 
new
 
Customer
();

        
a
.
setStrategy
(
new
 
NormalStrategy
());

        

        
// Normál számlázás

        
a
.
add
(
1.2
,
1
);

        

        
// Happy Hour inditása

        
a
.
setStrategy
(
new
 
HappyHourStrategy
());

        
a
.
add
(
1.2
,
2
);

        

        
// Új ügyfél

        
Customer
 
b
 
=
 
new
 
Customer
();

        
b
.
setStrategy
(
new
 
HappyHourStrategy
());

        
b
.
add
(
0.8
,
1
);

        
// Az ügyfél fizet

        
a
.
printBill
();

        
// Happy Hour vége

        
b
.
setStrategy
(
new
 
NormalStrategy
());

        
b
.
add
(
1.3
,
2
);

        
b
.
add
(
2.5
,
1
);

        
b
.
printBill
();

        

    
}

}

class
 
Customer
{

    
private
 
List
<
Double
>
 
drinks
;

    
private
 
BillingStrategy
 
strategy
;

    
public
 
Customer
()
 
{

        
this
.
drinks
 
=
 
new
 
ArrayList
<
Double
>
();

    
}

    
// Új elem az étlapra

    
public
 
void
 
add
(
double
 
price
,
 
int
 
quantity
){

        
drinks
.
add
(
price
*
quantity
);

    
}

     
// Számla kifizetése

    
public
 
void
 
printBill
(){

        
System
.
out
.
println
(
"Total due: "
 
+
 
strategy
.
sum
(
drinks
));

        
drinks
.
clear
();

    
}

     
// Stratégia beállítása

    
public
 
void
 
setStrategy
(
BillingStrategy
 
strategy
)
 
{

        
this
.
strategy
 
=
 
strategy
;

    
}

}

interface
 
BillingStrategy
{

     
// A fogyasztott italok összegzett ára

    
public
 
double
 
sum
(
List
<
Double
>
 
drinks
);

}

// Normál számlátási stratégia (változatlan árakon)

class
 
NormalStrategy
 
implements
 
BillingStrategy
{

    
public
 
double
 
sum
(
List
<
Double
>
 
drinks
)
 
{

        
double
 
sum
 
=
 
0
;

        
for
(
Double
 
i
 
:
 
drinks
){

            
sum
 
+=
 
i
;

        
}

        
return
 
sum
;

    
}

}

 
// Happy hour stratégia(10% engedmény)

class
 
HappyHourStrategy
 
implements
 
BillingStrategy
{

    
public
 
double
 
sum
(
List
<
Double
>
 
drinks
)
 
{

        
double
 
sum
 
=
 
0
;

        
for
(
Double
 
i
 
:
 
drinks
){

            
sum
 
+=
 
i
;

        
}

        
return
 
sum
*
0.9
;

    
}

}

```

Egy sokkal egyszerűbb példa a 'modern Javában' (Java 8 vagy újabb) a lambdák használata

## Stratégia és a nyílt-zárt alapelv

Gyorsulás és fék viselkedések minden egyes új auto modellben deklarálva vannak.

A stratégia minta szerint az osztály viselkedését nem szabad örökítenünk. Ehelyett egységbe kell zárnunk interfészek alkalmazásával. Például vegyünk egy Autó osztályt. Az Autó két lehetséges funkciója a fék és a gyorsulás.
Mivel a gyorsulás és a fék viselkedése gyakran eltérő a különböző modellek esetén, az általános felfogás szerint ezeket a viselkedéseket külön osztályokba sorolnánk, amelyek ugyanazt az interfészt valósítják meg, a kód öröklésének kiiktatásával. Ennek a megközelítésnek viszont jelentős hátrányai vannak: minden egyes új autómodellhez újra kell értelmezni a gáz és a fék viselkedését. Ezen viselkedések kezelésével járó munka a modellek számának a növekedésével jelentősen megnő, és kód-duplikációhoz vezethet. Továbbá nem egyszerű feladat meghatározni minden modell pontos viselkedését anélkül, hogy a bennük megírt kódot külön megvizsgálnunk.
A stratégia minta öröklés helyett kompozíciót használ. Itt a viselkedést különálló interfészként és specifikus osztályokként definiáljuk, melyek ezeket az interfészeket valósítják meg. Ez lehetővé teszi a viselkedés és a viselkedést alkalmazó osztály jobb szétválasztását. A viselkedést anélkül tudjuk megváltoztatni, hogy betörnénk az osztályt, ami használja, illetve az osztályok lecserélhetik viselkedésüket a konkrét megvalósítás megváltoztatása által, anélkül hogy a kódot jelentőségteljesen megváltoztatnánk. A viselkedés változhat futási időben és tervezési időben is. Például az autó objektum fék viselkedését megváltoztathatjuk BrakeWithABS() -ről Brake() -re azáltal, hogy megváltoztatjuk a brakeBehavior tagot az alábbi módon:
```
brakeBehavior
 
=
 
new
 
Brake
();

```

```
/* Algoritmusok egységbezárt családja

 * Interfész és annak megvalósításai

 */

public
 
interface
 
IBrakeBehavior
 
{

    
public
 
void
 
brake
();

}

public
 
class
 
BrakeWithABS
 
implements
 
IBrakeBehavior
 
{

    
public
 
void
 
brake
()
 
{

        
System
.
out
.
println
(
"Brake with ABS applied"
);

    
}

}

public
 
class
 
Brake
 
implements
 
IBrakeBehavior
 
{

    
public
 
void
 
brake
()
 
{

        
System
.
out
.
println
(
"Simple Brake applied"
);

    
}

}

 

/* Kliens mely a fenti algoritmusokat váltakozva használhatja */

public
 
abstract
 
class
 
Car
 
{

    
protected
 
IBrakeBehavior
 
brakeBehavior
;

    
public
 
void
 
applyBrake
()
 
{

        
brakeBehavior
.
brake
();

    
}

    
public
 
void
 
setBrakeBehavior
(
IBrakeBehavior
 
brakeType
)
 
{

        
this
.
brakeBehavior
 
=
 
brakeType
;

    
}

}

/* 1. Kliens mely a fenti Bake algoritmust használja konstruktorban */

public
 
class
 
Sedan
 
extends
 
Car
 
{

    
public
 
Sedan
()
 
{

        
this
.
brakeBehavior
 
=
 
new
 
Brake
();

    
}

}

/* 2. Kliens mely a BrakeWithABS algoritmust használja konstruktorban */

public
 
class
 
SUV
 
extends
 
Car
 
{

    
public
 
SUV
()
 
{

        
this
.
brakeBehavior
 
=
 
new
 
BrakeWithABS
();

    
}

}

/* Használunk egy PéldaAutót (carExample) */

public
 
class
 
CarExample
 
{

    
public
 
static
 
void
 
main
(
String
[]
 
args
)
 
{

        
Car
 
sedanCar
 
=
 
new
 
Sedan
();

        
sedanCar
.
applyBrake
();
  
// "Brake" osztály meghívása

 

        
Car
 
suvCar
 
=
 
new
 
SUV
();

        
suvCar
.
applyBrake
();
    
// "BrakeWithABS" osztály meghívása

 

        
// fék viselkedésének dinamikus beallítása

        
suvCar
.
setBrakeBehavior
(
 
new
 
Brake
()
 
);

        
suvCar
.
applyBrake
();
    
// "Brake" osztály meghívása

    
}

}

```

Ez a megoldás nagyobb rugalmasságot biztosít és összhangban van a Nyitva-Zárt Alapelvvel, mely kimondja, hogy az osztályoknak nyitottnak kell lenni a kiterjesztésekre, de zártnak a módosításokra.

## Fordítás
Ez a szócikk részben vagy egészben a Strategy pattern című angol Wikipédia-szócikk ezen változatának fordításán alapul.  Az eredeti cikk szerkesztőit annak laptörténete sorolja fel. Ez a jelzés csupán a megfogalmazás eredetét és a szerzői jogokat jelzi, nem szolgál a cikkben szereplő információk forrásmegjelöléseként.